# Caloca ascita
Caloca ascita är en nattsländeart som beskrevs av Arturs Neboiss 1977. Caloca ascita ingår i släktet Caloca och familjen Calocidae. Inga underarter finns listade i Catalogue of Life.